# Światowy Dzień Mycia Rąk
Światowy Dzień Mycia Rąk (ang. Global Handwashing Day, GHD) – święto obchodzone corocznie 15 października, ustanowione przez ONZ w 2008 roku, jako akcja edukacyjna, której celem jest globalna edukacja na temat mycia rąk.

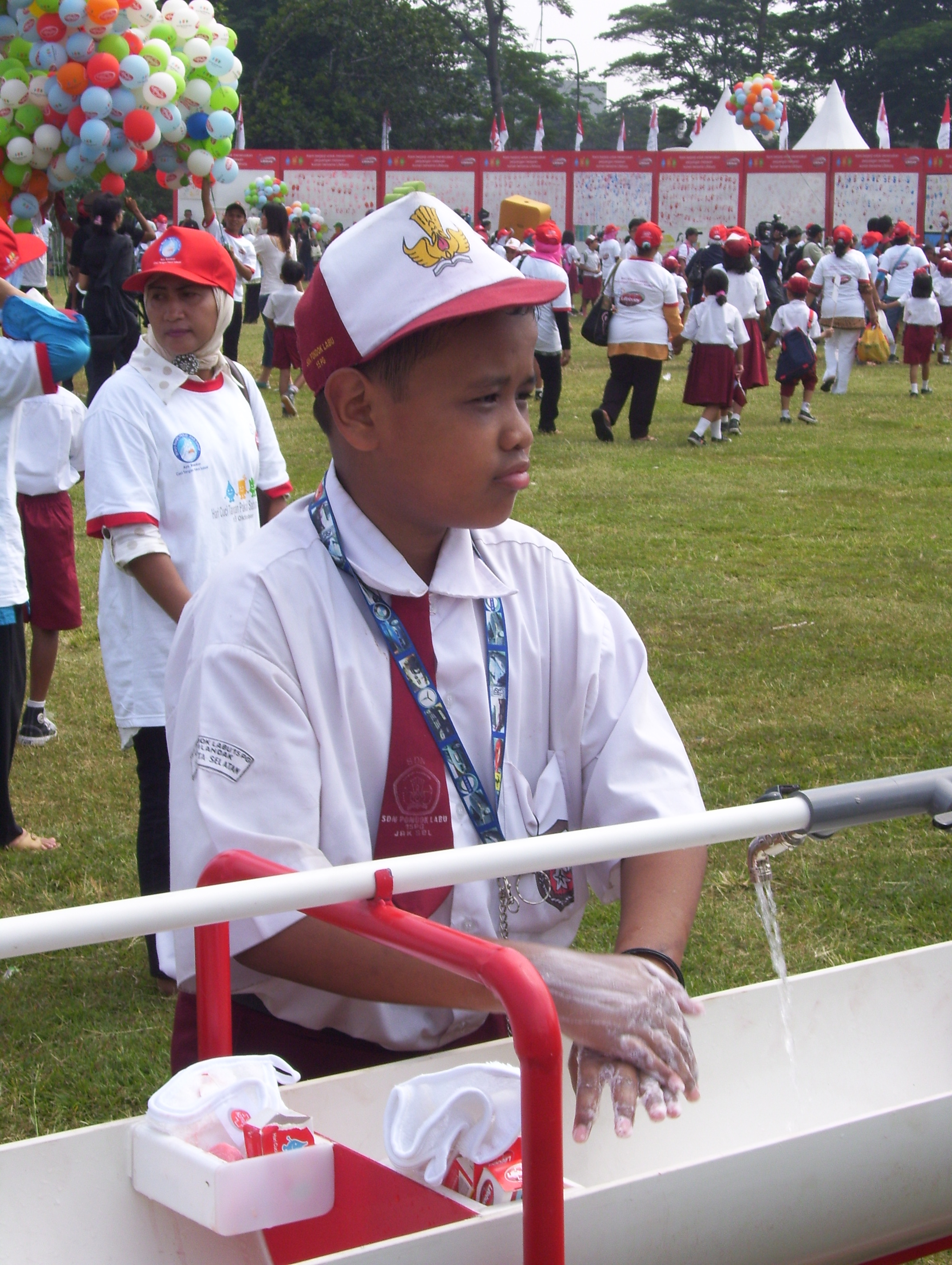
Światowy Dzień Mycia Rąk, Indonezja 15 października 2008

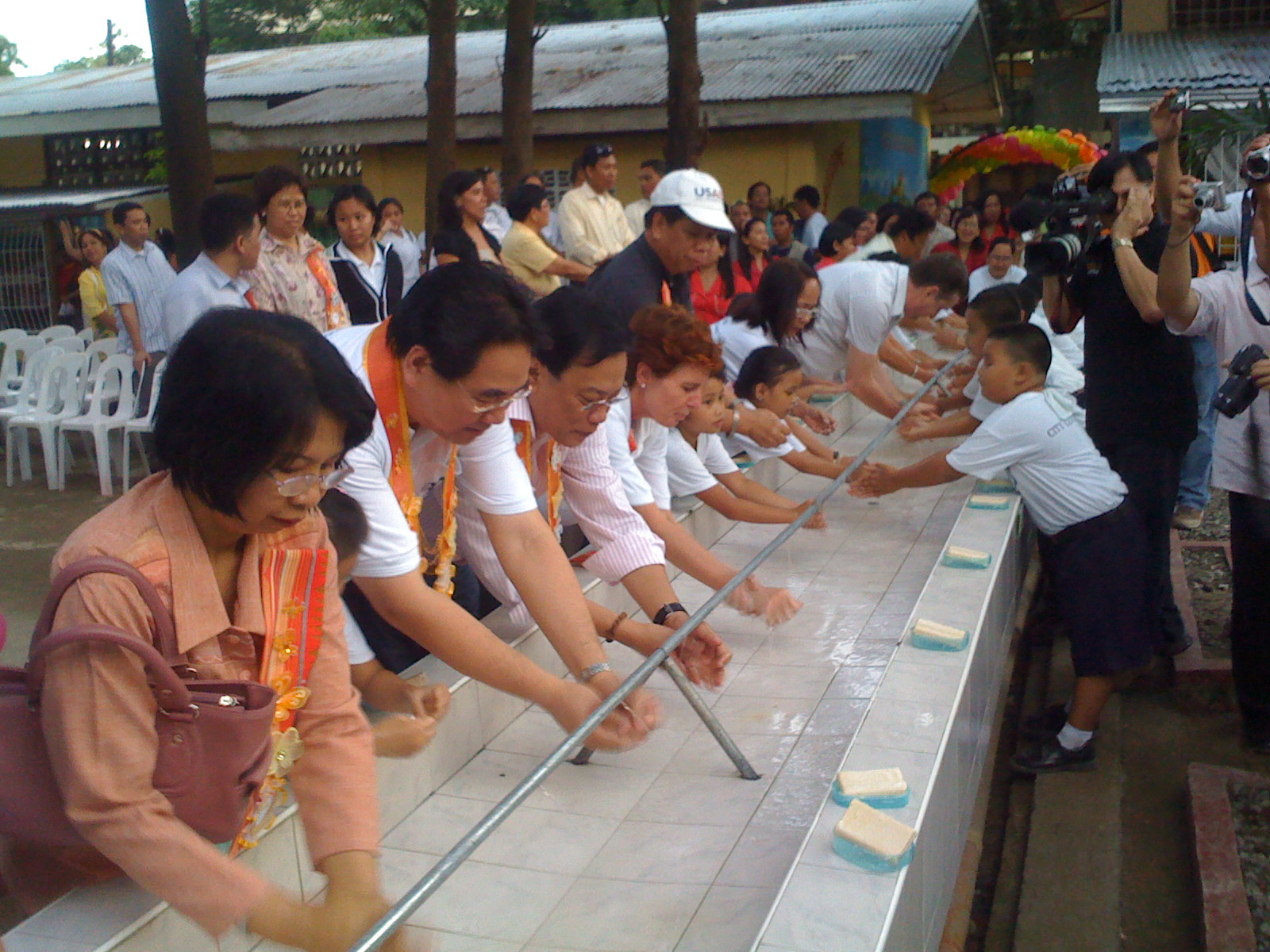
Światowy Dzień Mycia Rąk 2008, obchody w szkole w Cagayan de Oro, Filipiny

Inspiratorem było Zgromadzenie Ogólne ONZ, które ustanowiło 2008 rok Międzynarodowym Rokiem Warunków Sanitarnych (rezolucja 61/192 z 20 grudnia 2006). Wydarzenie to miało zmobilizować miliony ludzi do korzystania z wody i mydła w celach higienicznych. Akcję wspiera globalnie również Światowa Organizacja Zdrowia.
Powód powołania Światowego Dnia Mycia Rąk
- mycie rąk wodą i mydłem przed posiłkiem i po skorzystaniu z toalety przyczyniają się do ograniczenia przypadków biegunki o ok. połowę, a infekcji dróg oddechowych o ok. 25%
- wg danych na rok 2012 co roku 3,5 miliona dzieci do roku 5 życia umierało z powodu powikłań wynikających z niemycia rąk – głównie biegunka i infekcje górnych dróg oddechowych[4]. Według informacji podanych w 2016 r. liczba ta wynosi ok. 2 milionów[5].

Cele obchodów Światowego Dnia Mycia Rąk
- uświadomienie społeczeństwu na świecie, jak duże znaczenie dla ich zdrowia i życia ma mycie rąk, które może uchronić przed zakażeniem wieloma chorobami
- monitorowanie mycia rąk na świecie
- wspieranie globalnej i lokalnej kultury mycia rąk[6].

Podejmowane działania
- Organizowane są akcje w szkołach, które pomagają dzieciom zrozumieć, jak ważne jest mycie rąk, aby następnie przekazały tę wiedzę w domu oraz wyuczyły nawyk częstego i poprawnego mycia rąk[7].
- UNICEF pomaga budować ujęcia wodne i sanitariaty, szczególnie w szkołach

Fakty z historii
W obchodach pierwszego Światowego Dnia Mycia Rąk wzięło udział ponad 200 milionów dzieci z 86 krajów i 5 kontynentów.
70 krajów biorących udział w obchodach organizuje akcje na poziomie narodowym we współpracy z rządowymi organizacjami oraz fundacjami.
Działania w Polsce
W Polsce powstało wiele projektów i akcji nawołujących do używania mydła i wody. Przykładowe projekty:
- projekt wrocławskich mieszkańców „Zdrova.Strefa”[8], obecnie HANHA[9]. HANHA (ang. Hand and Hand – Ręka i Ręka) – inicjatywa mająca na celu wdrażanie zasad higieny osobistej poprzez wyrobienie nawyku częstego mycia rąk mydłem i wodą po skorzystaniu z toalety oraz przed jedzeniem.
- Akcja „Podaj mydło” organizowana przez Fundację Redemptoris Missio, mająca na celu zebranie jak największej liczby kostek mydła, które następnie miały trafić na misje w Afryce, by tamtejsi misjonarze mogli uczyć dzieci podstawowych zasad higieny[10].